# 王楨 (順治進士)
王楨（1609年—1688年），山東省濟南府長山縣（今山東省鄒平縣）人，清朝政治人物、進士出身。

## 生平
順治三年，登進士，授中書科中書舍人。順治六年，任兵科給事中。順治十年，任吏科右給事中，后改吏科左給事中。順治十三年，任戶科都給事中。順治十五年，改太常寺少卿。